# پروپیون‌آلدهید
پروپیون‌آلدهید (به انگلیسی: Propionaldehyde) با فرمول شیمیایی C3H6O یک ترکیب شیمیایی با شناسه پاب‌کم 527 است. که جرم مولی آن 58.08 g mol−1 می‌باشد. شکل ظاهری این ترکیب، مایع بی‌رنگ است.